# Dotdash

Logotipo do portal.

Dotdash (anteriormente MiningCo.com ou About.com) é um portal de conteúdo que publica artigos e vídeos sobre vários assuntos em seus "sites tópicos", dos quais existem cerca de 1.000.  É operado por About, Inc. (anteriormente The Mining Company, MiningCo.com, Inc. e About.com, Inc.). O site concorre com outros sites de recursos online e enciclopédias, registrando, em março de 2014, 61.428.000 visitantes únicos, pela comScore para About.com, quando tornou-se o 16º site mais visitado. Desde agosto de 2012, é propriedade de IAC, assim como muitas outras marcas online, com renda gerada pela propaganda.
Um portal e guia de pesquisa sobre música na Internet, afiliado ao jornal americano The New York Times. Contém reportagens e informações sobre o assunto, onde 600 jornalistas trabalham. Também há jogos online e videoclipes.